# Sebedražie
Sebedražie (Hongaars: Szebed, Duits: Siebenandreas) is een Slowaakse gemeente in de regio Trenčín, en maakt deel uit van het district Prievidza.
Sebedražie telt 1.737 inwoners.